# Financiarisation de la nature
La financiarisation de la nature ne doit pas être confondue avec la monétarisation de la nature ou avec sa marchandisation. Il y a financiarisation lorsque ce sont des capitaux financiers qui interviennent ou lorsque sont utilisés les mécanismes de la finance (bourse, titrisation, produit dérivé). Cette financiarisation est contestée dans son principe par les tenants de l’écologie profonde. Elle peut l’être aussi dans son opportunité comparativement à d’autres méthodes de sauvegarde de la nature. Ses défenseurs soulignent la nécessité d’y recourir vu l’insuffisance des mesures protectrices ou réparatrices prises par les autorités publiques et l’urgence à sauvegarder la nature ou à réparer les dégâts qui lui sont causés.

## La finance sollicitée

### L’option financière
La reconnaissance des services écosystémiques rendus par la nature a induit la notion de capital naturel. Pour Robert Costanza le capital naturel trouve sa place aux côtés du capital productif et du capital humain. Des investissements doivent être réalisés afin de maintenir, voire développer ce capital. Le rapport du Programme des Nations unies pour l'environnement (PNUE) paru en 2011 incite les secteurs de la finance (assurances fonds de pension et de placement notamment) à investir dans la préservation de la nature. Les pressions sur les milieux naturels leur ouvrent des opportunités d’investissement. Les ressources naturelles, les espèces et les écosystèmes, en se raréfiant, prennent de la valeur et peuvent devenir source de bénéfices. En 2007 le PNUE lance le programme TEEB (The Economics of Ecosystems and Biodiversity). Il s’agit, selon son responsable Pavan Sukhdev, de faire de la conservation de la biodiversité un enjeu pour le monde de la finance. Ce programme a évalué ce que rapportent les services fournis par les abeilles, les mangroves ou les chauves-souris par exemple. Des investissements rentables peuvent alors être réalisés pour leur préservation. Le secteur financier affirme, de son côté, dans sa Déclaration du Capital naturel son engagement à participer, à travers ses produits et services financiers dans la préservation du capital naturel.

### Banques de compensation
Les capitaux financiers s’investissent dans la protection de la nature à travers des banques de compensation. Les banques de compensation facilitent la compensation imposée par la loi lorsqu’un écosystème protégé va être détruit ou lorsqu’une espèce rare et classée est menacée de disparition. Ces destructions ont généralement lieu lors de grands travaux d’infrastructures tels qu’autoroutes, aéroports, centres commerciaux ou urbanisation.  Pour compenser le site détruit le maître d’œuvre doit soit assurer la restauration d’un écosystème en voie de dégradation et similaire à celui qui est détruit, soit en reconstituer un similaire. L’idée est d’internaliser les atteintes à la nature dans le coût des travaux. Pour assurer la compensation les maîtres d’œuvre peuvent recourir aux services de banques de compensation. Celles-ci acquièrent des terrains classés, ou susceptibles de l’être. Elles les proposent ensuite aux promoteurs en recherche de compensations. Ainsi la banque Wildlands possède 32 000 hectares aux États-Unis. En France la CdC Biodiversité achète des terrains non boisés en Alsace, des milieux humides en Aquitaine, des terrains inondables en Basse-Normandie et des milieux secs ou humides en PACA en vue de les utiliser en compensation de destructions.

#### Émissions de titres
Lorsqu’un maître d’œuvre confie la compensation à l’une de ces banques, celle-ci la prend en charge en conservant ou en restaurant un terrain qu’elle possède. En contrepartie le maître d’œuvre achète des actifs émis par la banque sous forme de titres ou d’obligations. Le prix de ces titres est débattu entre la banque et l’acheteur. Il dépend du coût de l’opération et de l’offre et de la demande.

#### Prix des titres
Parfois l’investissement de la banque ne consiste que dans l’achat de terres et, dans le cas d’espèces classées, laisse vivre les animaux. Elle ne fait rien d’autre que compter le nombre des spécimens au fil des ans. Dans ce cas Wildlands vend ses titres entre 4 000 et 6 000 $ l’hectare. Parfois elle « fabrique » un marais en creusant le sol avec des engins de chantier, en apportant l’eau, etc. Les titres peuvent aller de 60 000 à 200 000 $ l’hectare. La Colton Dunes Conservation Bank vend 100 000 $ l’hectare de conservation. En France la CdC Biodiversité vend les titres des coussouls de Crau 35 000 € l’hectare.

#### Essor des banques
Les profits des banques de compensation ont entraîné leur prolifération. La Colton Dunes Conservation Bank a gagné 20 millions de dollars entre 1994 et 2014. Les banques de compensation se chiffrent aux États-Unis à près d’un millier et possèdent 480 000 hectares sur tout le territoire américain. Il s’en crée chaque année davantage.

#### Équivalences écologiques
La multiplication des banques de compensation et leur concurrence entraînent la formation d’un marché de la biodiversité et d’espèces protégées. Les mécanismes de marché sont préconisés par la Conférence des Nations unies sur le développement durable 2012 (Rio+20) qui les a mentionnés dans son texte final. Il est décompté 700 biobanques dans le monde concernant les espèces protégées. Chaque banque de compensation a ses propres méthodes pour évaluer les équivalences écologiques. Créer un marché de la biodiversité nécessite une homogénéisation et une standardisation des équivalences écologiques. L’Union internationale pour la conservation de la nature pointe le manque d’outils, de méthodologies et de vocabulaire adaptés permettant cette équivalence. En 2008 les autorités fédérales américaines ont créé l’US Office of Ecosystem Services and Markets dans le but de codifier les méthodes et faciliter les transactions.

#### Débat
Certains spécialistes estiment que la compensation ne tient pas compte de la complexité des écosystèmes et de la particularité de chacun d’eux. Elle ne peut être assimilée à une sauvegarde de la nature dès lors qu’a lieu la destruction d’un site spécifique :
- L’équivalence écologique entre sites est illusoire. Un milieu n’est jamais la réplique d’un autre[10].
- Un milieu reconstitué ne peut être identique à un milieu naturel qui a mis des siècles ou des millénaires à s’édifier[16].
- Lorsque la compensation s’effectue entre deux zones éloignées elle ne prend pas en considération l’impact écologique de la disparition du site détruit sur son environnement[17].
- La compensation ne peut être considérée comme une sauvegarde de la nature puisqu’elle entérine la destruction définitive d’un écosystème[18].
- Dans certains pays l’engagement de compensation est limité dans le temps. À l’issue de ce temps l’engagement de compensation disparaît. La zone protégée ne l’est plus[10] alors que la destruction du site compensé est définitive. En France l’engagement est de 30 ans, au Royaume-Uni de 30 ou 60 ans, en Suède de 40 ans[19]. Aux États-Unis la servitude est attachée au terrain sans limite de temps[10].
- Internaliser le prix de la compensation dans le coût du projet à entreprendre (infrastructures, développement du tourisme…) dans un but dissuasif risque d’être contreproductif. Le coût de compensation peut être plus faible, voire considérablement, que le profit attendu par les promoteurs[20].

Les partisans de la durabilité faible estiment que le recours à la finance est indispensable :
- Ils constatent la faiblesse actuelle de la protection de la nature. Il est nécessaire de faire appel à la finance pour maintenir le capital naturel[21].
- Le point de vue écologique est pris en considération puisque les pouvoirs publics doivent impérativement donner leur agrément aux compensations proposées par les banques.
- La prise en charge de la conservation de la nature par les capitaux financiers évite les aléas des budgets publics qui y sont consacrés[22].

### Bourses du carbone

#### Principe
Le PNUE préconise les mécanismes de marché. Ils sont censés optimiser le coût économique. Les Bourses du carbone fonctionnent sur ce schéma. Afin de réduire des émissions de gaz à effet de serre (GES) les gouvernements fixent aux entreprises le droit d’émettre une certaine quantité de CO2. Elles reçoivent pour cela des crédits-carbone. Ces crédits correspondent, en principe, à une diminution des émissions de GES. L’entreprise qui n’utilise pas tous ses crédits-carbone peut les vendre à une entreprise qui émet plus de gaz que les crédits dont elle dispose. Cette transaction est réalisée dans une Bourse du carbone. Une entreprise vendra ses crédits-carbone si le coût de l’investissement pour réduire est inférieur à ce que lui rapporterait la vente. Inversement une entreprise achètera des crédits si l’achat de permis a un coût inférieur à l’investissement nécessaire pour réduire ses émissions. La Bourse assure une flexibilité et une fluidité qui devraient permettre la réduction des gaz à effet de serre au moindre coût économique.

#### Insuccès
Le prix de la tonne-carbone a fluctué en Europe de 17 € en 2005 à 35 en 2006, 18 en 2007, 34 en 2008, 13 en 2009 pour s’effondrer à 5 € en 2012. Cette incertitude dans les prix ne permet pas d’arbitrer pour des investissements à long terme. L’utilisation des Bourses du carbone s’est donc révélée inopérante pour diminuer les émissions de CO2 tant en Europe qu’aux États-Unis. Par contre la Bourse a permis à de nombreuses entreprises d’encaisser des profits. Elles vendaient leurs crédits sans avoir à investir pour réduire leurs émissions ou elles spéculaient sur les cours tant aux États-Unis qu’en Europe.

### Titrisation

#### Environnement et profits
Les financiers estiment avoir un rôle déterminant dans la préservation et restauration du capital naturel. Dans leur déclaration d’engagement à Rio+20,  ils évaluent ce capital à plus de mille milliards de dollars. L’environnement représente pour eux une nouvelle source de profits. Des cours magistraux sont dispensés aux étudiants en économie de l’Université Yale aux États-Unis pour y apprendre « Comment évaluer la nature » ou « Le défi de la rareté écologique ». De plus en plus de banquiers se retrouvent dans les conseils d’administration des ONG de conservation de l’environnement.

#### La titrisation, un instrument financier
La titrisation est un instrument financier. Elle consiste à transformer une chose en un  titre négociable sur les marchés financiers. C’est un document attestant la propriété sur une partie de la chose. Exemple concernant une zone humide : une zone humide a une grande valeur écologique. Dès lors qu’elle est protégée sa valeur augmente. Sa valeur augmente également lorsque la quantité de zones humides existantes diminue. Une zone humide peut être transformée en marchandise, c’est-à-dire vendue. C’est une marchandisation. Elle peut aussi être transformée en titres négociables, chaque titre représentant une fraction de la zone. C’est une titrisation. Ces titres se négocient de gré à gré ou en Bourse. Ils sont achetés soit comme placement en spéculant sur leur valeur future, soit pour compenser une zone humide détruite.

#### Un marché à consolider
Les financiers recherchent la liquidité pour leur placement. Leurs titres doivent pouvoir être vendus  facilement. Ils doivent pouvoir s’en dégager rapidement pour se reporter sur un investissement plus rémunérateur. Le marché de l’environnement est actuellement trop restreint et éparpillé pour avoir une bonne liquidité. L’élaboration d’un marché de l’environnement nécessite l’homogénéisation, la codification et la standardisation de l’équivalence écologique. Pour y parvenir les éléments d’un écosystème doivent être découpés puis ré-assemblés. Ce travail de standardisation des règles est en cours. Il mobilise écologues, économistes et financiers.

#### La nature financiarisée
Parallèlement à la titrisation de la nature se créent des titres assurantiels pour protéger d’une perte future de la valeur du titre. Ces assurances sont des produits dérivés. Ils s’échangent également sur le marché financier. Par exemple un financier achète un titre correspondant à la sauvegarde d’une espèce. Il espère que ce titre prendra de la valeur car l’espèce commence à être menacée. Mais en même temps il prend une assurance. Si l’espèce résiste mieux qu’on ne le pensait, le titre pourrait perdre de sa valeur. Le financier veut se couvrir d’une perte et prend pour cela une assurance. Cette assurance prend la forme d’un titre. Ce titre s’appelle produit dérivé. Il est échangé sur le marché financier comme les autres titres (actions, obligations) et soumis à la spéculation et à la volatilité des marchés financiers. Le prix de ce produit dérivé se répercute sur le prix de l’écosystème auquel il est associé. En d’autres termes le prix d’un écosystème est soumis à la volatilité des prix inhérente aux Bourses financières.
Aux États-Unis ont été créés des prêts hypothécaires gagés sur des sites environnementaux (environnemental mortgages). Il s’agit de prêts accordés par des financiers à des communautés locales du Sud gagés sur des sites écologiques tels que des forêts ou des zones humides. Si les communautés ne remboursent pas les crédits qu’elles ont reçus ces sites écologiques deviendraient la propriété des financiers et pourraient être détruits en tant que tels aux fins d’un autre usage.

#### Débat
Les principales critiques à la titrisation portent sur l’aléa moral des opérations financières, leur caractère spéculatif et les prix qui en résultent :
- La compétition entre les banques de compensation les entraîne à offrir les terrains au prix le plus petit possible. Ce nivellement par le bas rend moins coûteux la destruction de sites protégés et ne correspond pas aux objectifs écologiques[3].
- La couverture assurantielle des titres par les produits dérivés crée des gagnants et des perdants. Un possesseur de titres d’espèces peut avoir intérêt à ce que l’espèce disparaisse, de même qu’un propriétaire de logement peut avoir intérêt à ce que le logement soit détruit par un incendie. Deux universitaires de l’université Cornell aux États-Unis ont fait paraître un article en 2010 intitulé « Une approche dérivée des espèces en danger ». Ils y évoquent l’intérêt que certains pourraient avoir à la destruction volontaire d’un habitat d’une espèce pour des raisons de malveillance ou de concurrence[31].
- Les banques de compensation peuvent acheter des terrains dans une optique spéculative. La banque Wildland, principale banque de compensation de l’Ouest américain, recherche si des espèces en danger se trouvent non loin de zones urbaines susceptibles de se développer. Elle y achète des terrains avant tout le monde, alimentant la pression foncière[32].
- La titrisation, du fait de la fluidité des marchés financiers, accroît la diffusion des risques, leur vitesse de propagation et leur étendue. Des crises financières peuvent en résulter[33]. De telles crises concernant la sauvegarde de la nature auraient de graves conséquences. Les financiers se débarrasseraient des titres perdant de leur valeur. Le capital naturel serait vendu. Les ressources et les biens protégés ne le seraient plus et pourraient disparaître en quelques années, devenus la proie d’intérêts économiques[34].

Les partisans du développement durable justifient le recours à la finance :
- L’achat par les financiers de sites non encore protégés assure une meilleure protection. Les financiers sont intéressés à une bonne protection afin que leurs titres acquièrent de la valeur.
- Les budgets des États ne permettent pas d’assurer la sauvegarde souhaitable de tous les sites en danger de destruction. L’appel à la finance pallie les insuffisances du secteur public.
- La titrisation permet d’attirer les capitaux financiers dans la protection de la nature. Elle assure la fluidité et la flexibilité exigée par les financiers.

## Alternatives
La réglementation, , la transition écologique, de nouvelles règles comptables, des taxes et la fiscalité peuvent assurer la préservation de la nature sans avoir à recourir aux mécanismes de la finance.

### Législation, réglementation, normes
Une politique de sauvegarde de la nature peut s’appuyer sur la réglementation (laisser vierge de toute exploitation humaine tel bout de nature, ne pas exploiter les gaz de schiste ou laisser le pétrole sous terre à tel endroit…).
- La forêt de Tronçais, dans le Morvan est réputée pour la qualité de ses chênes, certains ayant plus de 300 ans. Une scierie géante devait y être implantée pour traiter près de 1 900 mètres cubes de bois par jour. Ce projet a été récusé par le Conseil d’État en application d’une directive européenne sur l’habitat de la faune[36].
- Les émissions de dioxyde de soufre (SO2) et d’oxydes d’azote (NOx) sont des facteurs majeurs dans les tombées de pluies acides. L’Europe et la France ont fixé des normes réglementaires pour réduire ces émissions alors que les États-Unis ont fait le choix de quotas d’émissions échangeables. Les résultats ont été meilleurs en Europe et en France qu’aux États-Unis. La réduction en 2009 a été respectivement de 82 % et 47 % en France contre 74 % et 44 % aux États-Unis[37].

### Règles comptables
Parallèlement au rapport Brundtland la Banque mondiale a lancé un important programme de réflexion sur une meilleure appréhension de l’environnement dans la comptabilité nationale. En France, Jacques Richard, membre de l’Autorité des normes comptables, jette les bases de l’incorporation du capital naturel dans la comptabilité des entreprises. Selon Jacques Richard le coût des dommages environnementaux doit être évalué et les entreprises tenues à la remise en état ou au renouvellement du capital naturel.

### Transition écologique
Un programme ambitieux d’investissements dans la transition écologique permettrait non seulement une réduction importante d’émissions de CO2 mais serait créatrice d’emplois nets et de réduction de la facture énergétique du pays. Une étude de WWF-France publiée en 2009 a évalué les créations et les destructions d’emploi relatives à une stratégie axée sur la sobriété énergétique, l’efficacité énergétique et les énergies renouvelables. Un tel scénario aurait réduit les émissions françaises de gaz à effet de serre de 30 % entre 1990 et 2020 et aurait créé sur la même période 684 000 emplois directs.

### Taxes
Alors que les Bourses du carbone  n’étaient pas à même de fonctionner efficacement, la Suède a réduit par la taxation ses émissions de gaz à effet de serre de 9 % en 20 ans tout en assurant une croissance de 48 %. La taxe sur le CO2 est passée de 27 € la tonne en 1991 à 110 € en 2010.
Pour lutter contre les gaz à effet de serre Greenpeace préconise de taxer les producteurs d’énergie plutôt que les émetteurs de CO2. La Norvège a fait passer la taxe carbone sur les opérations pétrolières off-shore de 16 € la tonne à 36 €. Le rapport Quinet publié en 2009 préconisait pour la France 32 € la tonne carbone en 2008 et une progression à 100 € en 2030 et à 200 € en 2050.

### Arbitrage citoyen
Isabelle Cassiers estime que les conflits entre préservation de la nature et conditions de vie des citoyens ne doivent pas être résolus sur la seule base économique mais l’être dans le cadre de débats publics.

## Débat

### Deux doctrines
Partisans et opposants au recours à la finance pour la préservation de la nature se réfèrent à des visions du monde différentes. Pour les premiers l’économie domine. L’écologie et le social sont des sous-systèmes de l’économie. Celle-ci prend en considération l’écologie au même titre qu’elle prend en considération le social. Les opposants considèrent au contraire que l’écologie prime sur l’économie. L’économie et le social sont des sous-systèmes de l’écologie.

### Critique de la financiarisation
Les critiques de la financiarisation portent sur l’instabilité des produits financiers et sur leur objectif exclusif de recherche de profit.
- Les titres des capitaux investis dans la nature et leurs produits dérivés peuvent perdre leur valeur lors de crises financières. Le retrait des financiers mettrait fin à la protection.
- Des relations souvent malsaines entre financiers et des conflits d’intérêt évidents peuvent entraîner des destructions intentionnelles de sites protégés[47].
- Les financiers n’investissent que dans le rentable. Le non rentable n’est pas préservé.

### Justification du recours à la finance
L’intervention la finance est justifiée par l’insuffisance des actions publiques. Accessoirement elle est à même de favoriser le développement de pays du Sud riches en biodiversité.
- Le recours à la finance est justifié par l’échec des résolutions prises lors de la Convention sur la diversité biologique en 1992 à Rio de Janeiro. Les résolutions fixaient comme objectif principal la conservation de la biodiversité. L’insuffisance des moyens publics et l’importance des montants qui devraient y être consacrés ont conduit le PNUE en 2011 à préconiser le recours à la finance. Dans cette optique la Commission européenne envisageait en 2014 de développer un mécanisme de financement faisant appel au privé. Elle contribuerait, en partenariat avec la Banque européenne d’investissement (BEI), au budget Life afin d’attirer des capitaux privés à la protection de l’environnement[48].
- Selon Julia Marton-Lefèvre, directrice générale de l’Union internationale pour la conservation de la nature (UICN) l’appel aux capitaux financiers pour sauvegarder le capital naturel entraînerait des apports de fonds aux pays du tiers-monde favorisant leur développement[48].